# ستيف ايلانا
ستيف ايلانا (11 يوليو 1980 بأوبارفيلييه في فرنسا - ) (بالفرنسية: Steeve Elana) هو لاعب كرة قدم فرنسي في مركز حراسة المرمى. شارك مع منتخب مارتينيك لكرة القدم. أما مع النوادي، فقد لعب مع نادي بريست ونادي كاين ونادي ليل وأسوا فالنس ‏ وUS Marseille Endoume ‏.

## روابط خارجية
- ستيف ايلانا على موقع قاعدة بيانات كرة القدم.إي يو (الإنجليزية)
- ستيف ايلانا على موقع ليكيب (الفرنسية)
- ستيف ايلانا على موقع ناشيونال فوتبول تيمز (الإنجليزية)
- ستيف ايلانا على موقع Soccerway.com (الإنجليزية)
- ستيف ايلانا على موقع AS.com (الإسبانية)